# Мартин, Бернард (экоактивист)
Бернард Мартин (англ. Bernard Martin) — канадский рыбак и защитник окружающей среды. В 1999 году удостоен Премия Голдманов в области охраны окружающей среды.

## Биография
Мартин родился и вырос в рыбацкой семье в Петти-Харбор-Мэддокс-Коув, Ньюфаундленд. Он продолжил заниматься традиционной рыбной ловлей трески, как четыре поколения его семьи.

## Мораторий на лов трески
Рыбный промысел трески был образом жизни на Ньюфаундленде на протяжении многих веков, но после Второй мировой войны промышленный чрезмерный вылов рыбы и ухудшение экологии нанесли серьёзный ущерб ловле. В результате численность населения, занимающаяся ловлей трески резко сократилась. Мартин и другие прибрежные рыбаки заметили сокращение уловов и предупредили правительство о сложившейся ситуацией. Они надеялись, что снижение квот на ловлю трески поможет остановить уменьшения уловов. Они создали охраняемую рыболовную зону вокруг городка Петти-Харбор-Мэддокс-Коув, а в 1983 году создали Кооператив рыбаков, чтобы взять под контроль промышленный вылов трески. Однако крупные компании поздно осознали замедление вылова трески и продолжило промысел, что в итоге привело к полной остановки отлова трески. Современное рыболовное снаряжение, такое как донные жаберные сети из моноволокна, особенно опасно для морской экосистемы. Мартин и другие продолжали сообщать правительству, что принятые меры неэффективны.
В 1992 году канадское правительство запретило промышленный промысел трески в надежде, что популяция рыбы увеличится. После моратория на промышленное рыболовство Мартин отметил, что многие по-прежнему занимаются любительской рыбалкой, а в 1994 году любительская рыбалка была также запрещена. Из-за моратория на ловлю трески многие жители Ньюфаундленда столкнулись с финансовыми трудностями. Мартин, хотя и осознавал важность моратория для окружающей среды, тем не менее был разочарован запретом на любительскую рыбалку, поскольку это вынудило семьи и общины отказаться от традиционного рыбного промысла.

## Экологическая деятельность
Мартин начал рассказывать о своём опыте, с целью сохранения других морских экосистем, которые ещё можно. Он поделился опытом на Аляске, Никарагуа, Новой Зеландии и Эритрее. Он также нашёл связь в нарушении экосистемы между чрезмерным выловом трески и вырубкой старых лесов западного побережья. В 1993 году был арестован около пролива Клейокуот за участие в акции против вырубки деревьев.
Он помог основать Организацию рыбаков за возрождение сообществ и экосистем (FORCE), которую поддержала Организация Объединённых Наций. Он также работал c Sentinel Survey, изучая популяцию трески, с целью выяснить можно ли было предотвратить катастрофу. В течение года он был координатором форума по океанам Ньюфаундленда и Лабрадора. Он открыто критиковал использование перетяжек.
В 1999 году Мартин стал лауреатом экологической премии Голдмана. На премию его номинировал канадский клуб Sierra Club в знак признания его заслуг по спасению промысла трески от чрезмерного вылова и промышленных методов, таких как траление. Он решил использовать призовые деньги, чтобы выплатить долги, возникшие в результате запрета на ловлю, поддержать четырёх детей и остальные деньги потратить на благотворительность. Он был рад, что его дело могло развивать благодаря призовым деньгам.
По состоянию на 2012 год популяция трески не восстановилась и экологи рекомендовали принять аналогичные меры и на восточном побережье США, несмотря на возможные экономические последствия. В это же время моллюски заменили треску на рыболовном рынке. Однако канадские рыбаки стали более осторожны, чтобы не нарушать рекомендованные ограничения на вылов, с целью сохранить устойчивую популяцию. Сам Мартин начал заниматься ловлей крабов. Он надеется, что запасы трески медленно восстанавливаются.